# Lepilemur leucopus
Lepilemur leucopus är en däggdjursart som först beskrevs av Major 1894.  Lepilemur leucopus ingår i släktet vesslemakier, och familjen Lepilemuridae. IUCN kategoriserar arten globalt som otillräckligt studerad. Inga underarter finns listade i Catalogue of Life.
Denna primat förekommer endemisk på sydöstra Madagaskar. Arten vistas i mera torra skogar och buskskogar, till exempel i galleriskogar.
Vanligen lever ett par i samma revir som försvaras gemensamt. Däremot har hane och hona ofta avskilda sovplatser. De vilar i trädens håligheter och i täta växtansamlingar. Födan utgörs främst av blad samt av några blommor.
Lepilemur leucopus blir 24 till 26 cm lång (huvud och bål) och har en lika lång eller något kortare svans. Vikten ligger vid 540 g. Pälsen har på ovansidan en gråbrun färg och svansen är vanligen mörkare. Armarna, axlarna och låren är mera mörkbrun. På undersidan har pälsen en ljusgrå till krämvit färg. Kring ögonen förekommer vitaktiga hår och vid öronen finns vita tofsar.
Individerna är aktiva på natten. För att spara energi rör de sig bara korta sträckor. Ibland hoppar de från gren till gren. Parningen sker mellan maj och augusti. Efter cirka 130 dagar dräktighet föds mellan september och december en unge. Ungen diar sin mor ungefär fyra månader och den blir självständig efter ett år.
Livslängden i naturen är inte känd. Individer som hölls i fångenskap dog efter två år. Andra arter av släktet levde upp till 15 år med människans vård.